# Storia dell'alfabeto greco
| Alfabeti fenicio e greco | Alfabeti fenicio e greco | Alfabeti fenicio e greco | Alfabeti fenicio e greco |
| Fenicio                  | Fenicio                  | Greco                    | Greco                    |
| ------------------------ | ------------------------ | ------------------------ | ------------------------ |
|                          | ʼāleph                   | Α                        | alpha                    |
|                          | bēth                     | Β                        | bêta                     |
|                          | gīmel                    | Γ                        | gamma                    |
| Daleth                   | dāleth                   | Δ                        | delta                    |
|                          | hē                       | Ε                        | epsilon                  |
|                          | wāw                      | Ϝ                        | digamma                  |
| Υ                        | wāw                      | upsilon                  |                          |
| Zajin                    | zajin                    | Ζ                        | zeta                     |
|                          | ḥēth                     | Η                        | eta                      |
|                          | ṭēth                     | Θ                        | theta                    |
| Jodh                     | jōdh                     | Ι                        | iota                     |
|                          | kaph                     | Κ                        | kappa                    |
| Lamedh                   | lāmedh                   | Λ                        | lambda                   |
| Mem                      | mēm                      | Μ                        | mi                       |
|                          | nun                      | Ν                        | ni                       |
| Samekh                   | sāmekh                   | Ξ                        | xi                       |
|                          | ajin                     | Ο                        | omicron                  |
|                          | pē                       | Π                        | pi                       |
|                          | ṣādē                     | Ϻ                        | san                      |
| Qoph                     | qōph                     | Ϙ                        | qoppa                    |
| Res                      | rēš                      | Ρ                        | rho                      |
| Sin                      | Šin                      | Σ                        | sigma                    |
| Taw                      | tāw                      | Τ                        | tau                      |
|                          |                          | Φ                        | phi                      |
|                          |                          | Χ                        | chi                      |
|                          |                          | Ψ                        | psi                      |
|                          |                          | Ω                        | omega                    |

L'alfabeto greco è storicamente il primo alfabeto utilizzato per la scrittura di una lingua indoeuropea. Non fu una creazione dal nulla, in quanto è derivato dall'alfabeto fenicio, che è tuttavia un abjad, ossia un alfabeto consonantico (con sole consonanti), nel quale comparvero delle "matres lectionis", ossia segni che indicavano la pronuncia di certe vocali, in particolare in fine di parola. Si trattava dunque del primo alfabeto scritto con l'aggiunta di vere e proprie vocali, indispensabili nella trascrizione delle lingue indoeuropee, essenzialmente flessive.
L'alfabeto greco non fu il solo sistema di scrittura adottato nella Grecia antica, che, diversi secoli prima di adottare l'alfabeto fenicio, aveva utilizzato, con modifiche, la lineare B micenea.
Il successo della successiva diffusione dell'alfabeto greco risiede nel ristretto numero di caratteri da memorizzare rispetto agli altri tipi di scrittura dell'epoca.
Secondo alcuni studiosi, l'efficienza dell'alfabeto greco ha portato a una originale trasformazione del contenuto del pensiero stimolando «l'elaborazione di pensieri nuovi».

## Origine dell'alfabeto secondo le fonti antiche
Omero menzionò per primo una scrittura greca, narrando nell'Iliade l'episodio di Bellerofonte, inviato da Preto presso il suocero in Licia con una lettera che richiedeva di metterlo a morte.
Ecateo di Mileto, logografo della metà del VI secolo a.C., attribuiva l'invenzione della scrittura greca a Danao.
Lo storico Erodoto, nel V secolo a.C., affermava che la scrittura greca fosse stata adattata da quella fenicia, attraverso i Gefirei, un gruppo di Fenici che si era stabilito in Beozia guidato da Cadmo. I Greci utilizzavano il termine phoinikeia ("cose fenicie") per indicare il proprio alfabeto.
Secondo Igino sarebbero state le Parche a creare le cinque vocali e le consonanti B e T, mentre Palamede avrebbe aggiunto altre undici consonanti: questo alfabeto sarebbe stato poi trasmesso in Grecia da Cadmo, venuto con i Fenici.
Diodoro Siculo afferma che l'invenzione dell'alfabeto sarebbe avvenuta in Siria, dove i Fenici lo appresero; da loro sarebbe poi passato ai Greci quando arrivarono in Europa con Cadmo.
Plutarco, in contrasto con l'opinione di Erodoto, sostenne che i Gefirei provenissero dall'Eubea o da Eretria.
L'introduzione di segni diversi per le lettere eta ed epsilon (e lunga ed e breve), omega ed omicron (o lunga ed o breve), che fu introdotta nella forma ionica dell'alfabeto greco, è tradizionalmente attribuita al poeta Simonide (555-467 a.C.).

## Origini

### Cronologia

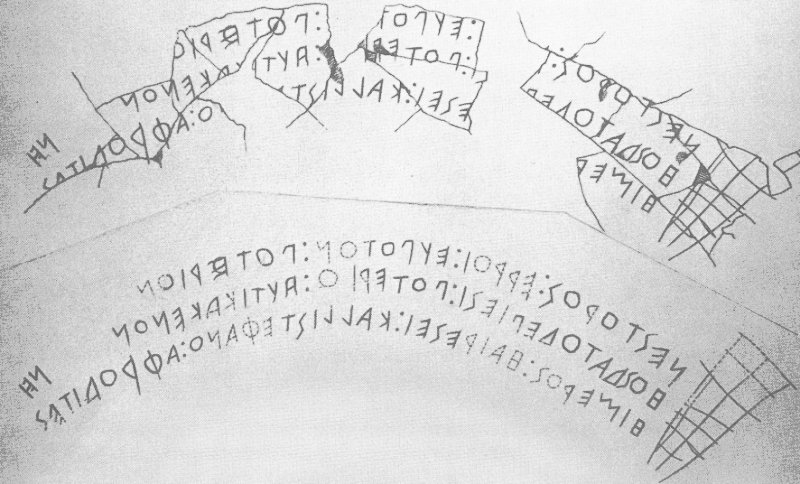
Iscrizione della coppa di Nestore

La maggior parte degli specialisti ritiene oggi che l'alfabeto fenicio venne adottato dai Greci nella prima metà dell'VIII secolo a.C. (770-750 a.C.), poco prima delle più antiche attestazioni epigrafiche (l'iscrizione del Dipylon su una oinochoe di stile geometrico, datata al 740 a.C. circa e la coppa di Nestore del 725 a.C.).
Alcuni studiosi hanno tuttavia ritenuto che l'introduzione dell'alfabeto risalisse a date più antiche: l'XI, il XIV o il XVIII secolo a.C., sebbene sia stato rimarcato che l'alfabeto greco non possa essere anteriore al X secolo a.C., quando i caratteri dell'alfabeto fenicio non avevano ancora acquisito forme compatibili con quelli greci che ne sono derivati.
Le ricerche moderne confermano la tesi dell'origine fenicia dell'alfabeto greco, anche se l'esistenza di una colonizzazione fenicia nel territorio greco, riportata dalle fonti antiche, è rigettata.
I Greci mantennero i nomi che designavano le lettere fenicie, con lievi modifiche: la A fenicia, che rappresentava una testa di bue era chiamata aleph, mentre la A greca fu chiamata alpha, parola che non ha alcun significato in lingua greca. Inoltre altri indici dell'origine fenicia sono l'ordine alfabetico delle lettere ("ordine levantino") e il mantenimento nei testi più antichi dell'uso di scrivere da destra a sinistra.
Gli alfabeti greci arcaici utilizzati dai Greci presentavano diverse varianti e la direzione della scrittura restò a lungo incerta (da destra a sinistra, da sinistra a destra, o ancora con andamento bustrofedico); tuttavia diversi tratti comuni (come ad esempio le medesime trasformazioni per alcuni nomi delle lettere rispetto al termine originale fenicio), indicano che l'introduzione nel mondo greco fu un fenomeno unitario.

### Adattamento dell'alfabeto fenicio
La maggior parte delle lettere greche trascrivevano approssimativamente gli stessi suoni che nell'alfabeto fenicio, ma con alcune differenze.
La lingua fenicia utilizzava diversi suoni glottidali e faringali, senza equivalenti nella lingua greca, che erano trascritti con apposite lettere (’āleph, hē, ḥēth e ‘ayin) : tra questi solo la ḥēth fu inizialmente conservata nell'alfabeto greco come consonante, per indicare un'aspirazione, mentre gli altri furono utilizzati per le vocali alpha, epsilon ed omicron. Inoltre le matres lectionis (segni per indicare vocali negli alfabeti consonantici) waw e jōdh divennero rispettivamente le vocali ypsilon ([u], poi [y] in ionico-attico) e iota ([i]) e, in alcuni dialetti, le semiconsonanti [w] e [j].
Il teth fenicio fu adottato per indicare il suono greco [tʰ], mentre il qoph (Ϙ) fu inizialmente utilizzato con il nome di koppa o qoppa e poi abbandonato, salvo che nella numerazione, ma fece in tempo ad essere trasmesso all'alfabeto etrusco e da questo all'alfabeto latino. Il segno derivato dall'waw, utilizzato in alcuni dialetti, fu inizialmente chiamato wau e gli fu dato il nome di digamma (dalla sua forma F, simile a due lettere gamma sovrapposte) solo in epoca successiva alla sua completa sparizione dalla lingua greca.
Il fenicio aveva inoltre quattro sibilanti, mentre il greco ne utilizza una sola: il samekh, inizialmente abbandonato, venne in seguito reintrodotto per il suono [ks] (Ξ); il sigma (Σ) corrisponde per forma alla lettera fenicia shīn, sebbene il suo nome derivi da quello della lettera samekh. La lettera greca sampi (ϡ), di origine incerta, fu utilizzata inizialmente per la trascrizione del suono [t͡s] o [ss], ma venne presto abbandonata e conservata solo nella numerazione.
Alcuni nuovi simboli (la ypsilon, la phi [pʰ], la chi [kʰ] e la psi [ps]) furono aggiunti alla fine dell'alfabeto, dopo la tau: l'introduzione di consonanti doppie può spiegarsi perché si trattava delle uniche combinazioni consonantiche permesse in greco alla fine di una sillaba e in tal modo tutte le sillabe terminano con una vocale o con un'unica consonante.

### Alfabeti locali

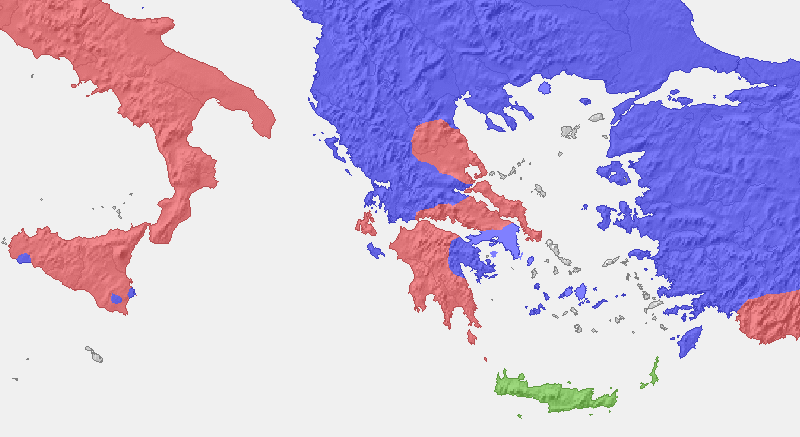
Distribuzione dei gruppi di alfabeti locali greci secondo Adolph Kirchhoff (1887): gruppo verde (cretese), gruppo blu (attico, ionico e corinzio) e gruppo rosso (occidentale).

Tra l'VIII e il VI secolo a.C. si svilupparono varianti locali dell'alfabeto, che furono ripartite in tre gruppi (varianti epicorie) da Adolph Kirchhoff: il gruppo verde (cretese), il gruppo blu (attico, ionico e corinzio) e il gruppo rosso (occidentale), distinti per le lettere utilizzate per i gruppi consonantici che trascrivono i suoni /kʰ/, /ps/ e /ks/ . Negli alfabeti del gruppo blu [ks] è trascritto dalla lettera csi (Ξ), [ps] dalla lettera psi (Ψ) e [kʰ] dalla lettera chi (Χ), mentre in quelli del gruppo rosso [ks] è trascritto dalla chi (Χ), [kʰ] dalla lettera psi (Ψ) e il suono [ps] con la combinazione di phi e sigma (ΦΣ) o pi e sigma (ΠΣ), a seconda della sua pronuncia, mentre nel gruppo verde queste nuove lettere mancavano completamente.
Il gruppo rosso (occidentale) di Kirchhoff comprende anche l'alfabeto cumano, la scrittura che diede origine all'alfabeto etrusco e a quello latino.
Anche altre popolazioni, che non parlavano il greco, e a volte neppure una lingua indoeuropea utilizzarono l'alfabeto greco, adattandolo alla propria lingua (alfabeti epicorici): tra questi in Asia Minore le popolazioni dei Frigi, dei Lici, dei Lidi e dei Cari. In particolare i Cari utilizzarono una scrittura, basata sull'alfabeto greco a metà alfabetica e a metà sillabica.
La presenza di queste ed altre varianti ha permesso di riconoscere che le loro suddivisioni corrispondono alle rotte commerciali del mar Egeo e di ipotizzare che l'originaria adozione dell'alfabeto fenicio sarebbe avvenuta in Libano, per diffondersi successivamente nel mondo greco partendo dall'isola di Eubea e da Atene.

## Evoluzione in epoca classica ed ellenistica
| Suono | Attico | Ionico    |
| ----- | ------ | --------- |
| [h]   | Η      | ( - )     |
| [ɛː]  | E      | Η (eta)   |
| [eː]  | Ε o ΕΙ | ΕΙ        |
| [ɔː]  | Ο      | Ω (omega) |
| [oː]  | Ο o ΟΥ | ΟΥ        |
| [kʰ]  | Χ      | Χ (chi)   |
| [pʰ]  | Φ      | Φ (phi)   |
| [ks]  | ΧΣ     | Ξ (xi)    |
| [ps]  | ΦΣ     | Ψ (psi)   |

La variante dell'alfabeto greco ionica, appartenente al gruppo blu di Adolph Kirchhoff, divenne obbligatoria ad Atene nel 403 a.C. per tutti i documenti ufficiali, al posto della variante attica precedentemente adottata. Nei successivi trent'anni quest'uso si era diffuso in Beozia e in Macedonia e alla fine del IV secolo a.C. in tutto il mondo greco.
L'assenza di un segno per indicare l'aspirazione non costituiva un problema per il dialetto ionico, mentre il suono era ancora utilizzato nel dialetto attico: si utilizzò allora inizialmente la parte sinistra della lettera H (├) per indicare la presenza di aspirazione e la parte destra per indicarne l'assenza, segni in seguito sostituiti dai segni diacritici dello spirito aspro e dello spirito dolce. L'alfabeto ionico si diffuse nel mondo ellenistico parallelamente all'uso della lingua greca comune (koinè) e solo leggere varianti locali rimasero in uso dal punto di vista grafico.
Insieme alla scrittura capitale, angolosa, utilizzata nel'epigrafia, si svilupparono due scritture, adattate all'inchiostro su supporto cartaceo. La prima ad apparire fu la "scrittura onciale" o "scrittura maiuscola", con grandi lettere diritte, simili ai caratteri epigrafici, ma più arrotondati. Questa scrittura fu utilizzata con notevole stabilità, soprattutto per i libri, mentre nel III secolo apparve, in particolare nei documenti privati (lettere private, conti domestici) una "scrittura corsiva", che si distaccò progressivamente dalla maiuscola, con caratteri più piccoli e semplici e con numerose legature. Le legature e l'introduzione del segno per il sigma in fine di parola (ς), distinto da quello normale (σ), avevano lo scopo di facilitare la lettura, dato che le singole parole non erano separate tra loro.
L'introduzione dei segni diacritici, degli accenti e della punteggiatura nei testi manoscritti è stata attribuita ad Aristofane di Bisanzio (tra la fine del III e gli inizi del II secolo a.C., ma essi apparvero solo eccezionalmente nel'epigrafia, dove erano presenti saltuariamente solo punti separatori per dividere le parole o le frasi e tratti orizzontali per caratterizzare i caratteri utilizzati come cifre nel sistema di numerazione greco, e nei manoscritti iniziarono ad essere largamente utilizzati solo nel IX secolo.
Nella scrittura corsiva si distinguono tre stili successivi: corsivo tolemaico (III-II secolo a.C.), corsivo romano (I-III secolo) e corsivo bizantino (a partire dal IV secolo).

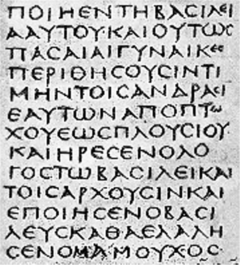
Scrittura maiuscola su libro (IV secolo)
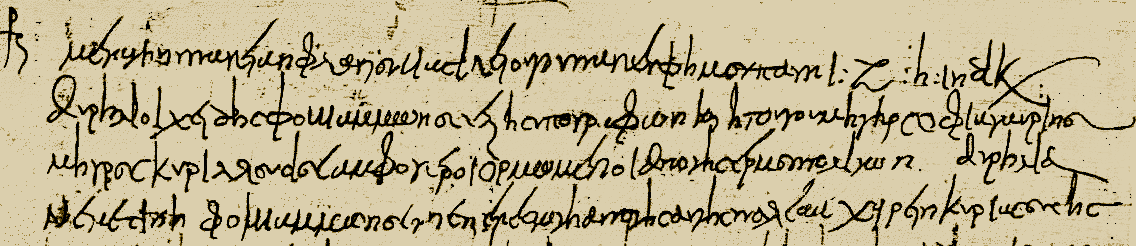
Scrittura corsiva su lettera privata (VI secolo)
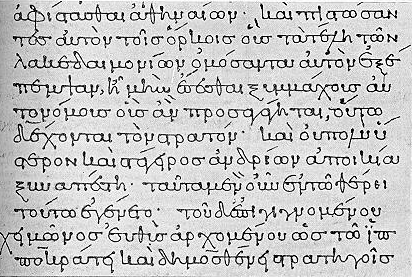
Scrittura minuscola (codex vetustissimus, X secolo)

## Evoluzione medievale
Alla metà del IX secolo la scrittura maiuscola per i libri venne sostituita, a partire dal monastero di Studion di Costantinopoli, da una "scrittura minuscola", in caratteri compatti e arrotondati, derivante dalla più antica scrittura corsiva: i manoscritti di quest'epoca sono chiamati codices vetustissimi (codici antichissimi). Questo stile si sviluppò in seguito ulteriormente, con l'introduzione di nuovi elementi ripresi dalla scrittura corsiva: a partire dalla metà del X secolo con i codices vetusti, a partire dal XIII secolo con i codices recentiores e dopo il 1456 (inizio della stampa) con i codices novelli.
Si iniziarono ad utilizzare spazi tra le parole, che in precedenza si succedevano senza interruzioni o erano distinte da punti a mezza altezza o da due punti. Inizialmente gli spazi tra le parole, gli accenti tonici e i segni di punteggiatura comparvero in modo non sistematico, per essere progressivamente utilizzati in maniera sempre più regolare. A partire dal XII secolo si utilizzò regolarmente lo iota sottoscritto con le vocali lunghe.
Nei manoscritti medievali si continuò ad utilizzare la scrittura onciale congiunta alla scrittura minuscola per i titoli, o per mettere in rilievo la lettera iniziale di una frase o di un paragrafo e questa abitudine fu all'origine dell'introduzione di una distinzione tra caratteri maiuscoli e minuscoli. All'inizio dei capitoli furono frequentemente utilizzate lettere miniate riccamente decorate.
I primi testi a stampa ripresero gli stessi caratteri dei manoscritti contemporanei, che inoltre non si modificarono più ulteriormente, pur mostrando una diminuzione progressiva di legature e abbreviazioni. La legatura dello stigma (Ϛ), corrispondente al suono st, si mantenne come sostituzione del digamma, ormai scomparso, per indicare la cifra 6, ma sebbene conservasse il proprio nome, fu ormai spesso sostituito dal carattere del sigma finale (ς), al quale era molto simile.

## Evoluzione moderna
Parallelamente a quanto accaduto anche per l'alfabeto latino, una nuova scrittura manoscritta apparve contemporaneamente all'introduzione della stampa, con alcune lettere di forma sensibilmente diversa. Nella lingua greca moderna fu introdotta ufficialmente l'ortografia monotonica, abbandonando quindi il sistema dei tre accenti (acuto, grave e circonflesso) per conservare solo quello acuto. La lingua greca aveva infatti già da lungo tempo rimpiazzato gli accenti di altezza con accenti di intensità. Sono stati anche abbandonati gli spiriti dolci e aspri, dato che nella lingua parlata da lungo tempo non erano più pronunciate le aspirazioni.
Nonostante la pronuncia della lingua greca moderna sia profondamente cambiata, la sua ortografia rimane tuttora conservatrice: numerosi suoni, oggi pronunciati in modo identico, rimangono scritti in modo differente. Gruppi di consonanti permettono di rappresentare suoni non presenti nell'alfabeto, ma utilizzati nella lingua parlata, soprattutto in parole di origine straniera: il gruppo ni-tau (ντ) indica il suono d, mentre la lettera delta si pronuncia oggi dh; analogamente il gruppo mi-pi (μπ) indica il suono b, mentre la lettera beta è passata ad indicare il suono v.

## Alfabeti derivati dall'alfabeto greco
A partire dal VII secolo a.C. l'alfabeto etrusco derivò da un adattamento dell'alfabeto greco giunto attraverso le colonie della Magna Grecia, dove si utilizzava la variante dell'Eubea, del tipo occidentale. Da questo a sua volta derivò l'alfabeto latino.
Dalla scrittura maiuscola dell'alfabeto greco derivano:
- l'alfabeto gotico, inventato probabilmente dal vescovo ariano Wulfila;
- l'alfabeto copto in Egitto, al quale sono aggiunti caratteri adattati dalla scrittura demotica;
- l'alfabeto glagolitico, dal quale a sua volta deriva l'alfabeto cirillico, adattato per l'antico slavo ecclesiastico nel IX secolo dai monaci Cirillo e Metodio.